# Stemonyphantes abantensis
Stemonyphantes abantensis là một loài nhện trong họ Linyphiidae.
Loài này thuộc chi Stemonyphantes. Stemonyphantes abantensis được Jörg Wunderlich miêu tả năm 1978.